# Kerk van Christiansø
De Kerk van Christiansø (Deens: Christiansø Kirke) is een kerkgebouw op het Deense eiland Christiansø, ongeveer 18 kilometer ten noordoosten van Bornholm. Oorspronkelijk was het een kerk voor het garnizoen dat op het gefortificeerde eiland werd gestationeerd. Eigenaar van het kerkgebouw is het Deense Ministerie van Defensie.

## Geschiedenis

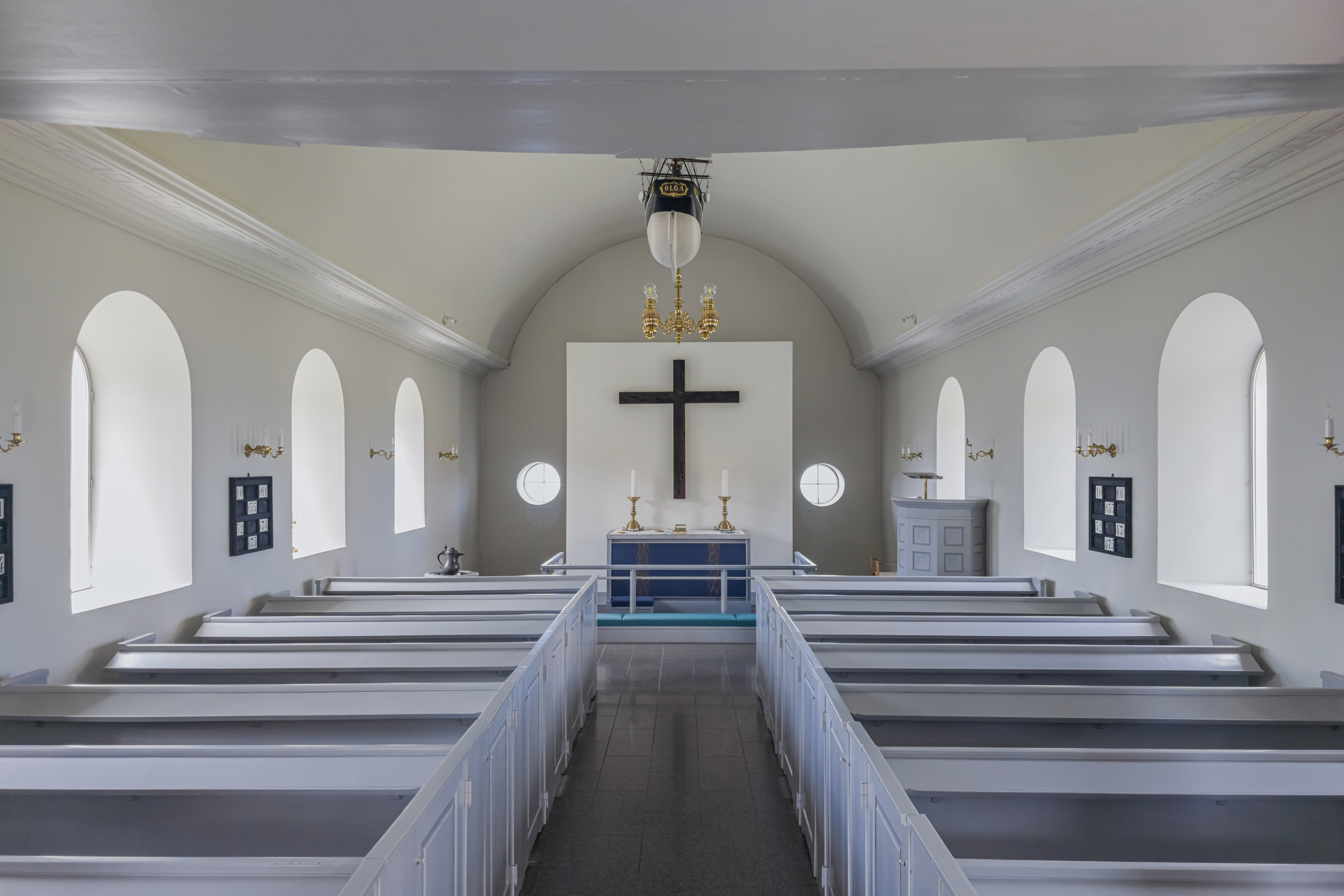
Interieur

Na de voltooiing van de vestingwerken op het eiland werd voor het garnizoen binnen de vesting in een kleine ruimte van de Grote Toren de eerste kerk in 1685 gewijd. In 1821 werd de kerk verplaatst naar een voormalige smederij, enkele honderden meters naar het oosten op een onregelmatige vierhoekige kavel omgeven door een muur van veldstenen. Het kleine rechthoekige granieten gebouw werd in 1852 herbouwd en vergroot. Toen werd ook een portaal aan de westelijke kant toegevoegd en kreeg de kerk een Rasmus orgel met vier registers.
In 1928 werd de kerk onder leiding van de architect Christian Olrik in neoclassicistische stijl gerenoveerd.
Het plafond van de eenvoudige kerk bestaat uit een gepleisterd houten tongewelf. Boven het middenpad hangt het modelschip "Olga". In de zuidwestelijke hoek van het kerkhof staat een vrijstaande klokkentoren met daarin twee klokken. De toren heeft de kenmerken van de vrijstaande klokkentorens op het eiland Bornholm, de basis werd gebouwd van veldstenen en het bovendeel bestaat uit vakwerk.
Het eiland heeft geen eigen voorganger, maar eens in de twee weken komen een predikant en organist van het eiland Bornholm om er een kerkdienst te vieren.